# شيسوي
شيسوي  هي بلدية في اليابان، وبلدة في اليابان، تقع في مقاطعة إنبا، وتشيبا، بلغ عدد سكانها 20,635  نسمة وذلك حسب إحصائيات سنة 2018، تبلغ مساحتها 19.01 كيلومتر مربع.